# Paulina Radziulytė
Apolonia Radziulytė, coniugata Kalvaitienė, detta Paulina (Velikie Luki, 14 febbraio 1905 – Sharon, 19 giugno 1986), è stata una cestista e velocista lituana.

## Carriera
Con la Lituania ha disputato i Campionati europei del 1938.